# ザビーナ・フォン・ブランデンブルク＝アンスバッハ
ザビーナ・フォン・ブランデンブルク＝アンスバッハ（Sabina von Brandenburg-Ansbach, 1529年5月12日 - 1575年11月2日）は、ドイツのブランデンブルク選帝侯ヨハン・ゲオルクの2番目の妻。

## 生涯
ブランデンブルク＝アンスバッハ辺境伯ゲオルクとその2番目の妻でミュンスターベルク＝エールス公カール1世の娘であるヘートヴィヒの間の第2子、次女として生まれた。継母のアエミーリア・フォン・ザクセンによって福音派信徒として育てられた。
1548年2月12日にアンスバッハにおいて、本家筋のブランデンブルク選帝侯ヨハン・ゲオルクと結婚した。ヨハン・ゲオルクの先妻ゾフィアはザビーナとは従姉妹同士だった。結婚に先立ち、ザビーナはアンスバッハ侯領の相続権を放棄している。ザビーナには婚資（寡婦産）としてプラウエンの城と町とが与えられた。しかし当時のプラウエンは抵当に入っていたため税収が入らず、ザビーナは1万2000グルデンの花嫁持参金の補償としてシュパンダウの修道院領を譲られている。
ザビーナは選帝侯世子夫人となってから23年間、継息子のヨアヒム・フリードリヒと自分の産んだ娘たちを養育しながらヴィトシュトック郊外のツェヒリン城（Schloss Zechlin）で暮らした。ザビーナは家政運営の能力に優れ、ツェヒリン城の財政を健全化させた。1571年に夫が選帝侯位に就くと、選帝侯夫人として宗教政策に大きな影響力を及ぼし、多くの教会や学校の支援者となった。また病人や貧者の救済にも熱心で、宮廷侍医のレオンハルト・トゥルナイッサーとも親交を持った。
1575年に死去し、ベルリン大聖堂に葬られた。ヨハン・ゲオルクは1577年にエリーザベト・フォン・アンハルトを後妻に迎えた。

## 子女
- ゲオルク・アルブレヒト（1555年 - 1557年）
- エルトムーテ（1561年 - 1623年） - 1577年、ポンメルン公ヨハン・フリードリヒと結婚
- アンナ・マリア（1567年 - 1618年） - 1581年、ポンメルン公バルニム10世と結婚
- ゾフィー（1568年 - 1622年） - 1582年、ザクセン選帝侯クリスティアン1世と結婚